# SN 1963R
SN 1963R – supernowa odkryta 11 października 1963 roku w galaktyce PGC0009887. W momencie odkrycia miała maksymalną jasność 16,80m.